# Journal of Botany, being a second series of the Botanical Miscellany
Journal of Botany, sustituyó al Botanical Miscellany (abreviado J. Bot. (Hooker)) fue una revista ilustrada con descripciones botánicas que fue editada en Londres por William Jackson Hooker. Publicó 4 números en los años 1834-1842. Fue precedida por Botanical Miscellany y reemplazada por London Journal of Botany.